# Lapara bombycoides
Lapara bombycoides là một loài bướm đêm thuộc họ Sphingidae. Loài này có ở rừng hỗn hợp ở miền nam Canada (Manitoba, Ontario, Quebec, New Brunswick, Nova Scotia và Prince Edward Island) cũng như đông bắc Alberta và central Saskatchewan. Tại nửa miền đông của Hoa Kỳ, Loài này có ở cực đông bắc North Dakota, Minnesota, Wisconsin, Michigan, Pennsylvania và New York phía bắc qua Connecticut, Massachusetts, Rhode Island, Vermont, New Hampshire và Maine và phía nam ở dãy núi Appalachia từ New Jersey đến miền tây North Carolina, và đên phía nam tận Florida.
Sải cánh dài 45–60 mm..
Con trưởng thành bay từ giữa tháng 6 đến giữa tháng 7 in Canada.
Ấu trùng ăn nhiều loài thông, bao gồm Pinus resinosa, Pinus rigida và Pinus sylvestris cũng như Larix laricina.

## Hình ảnh

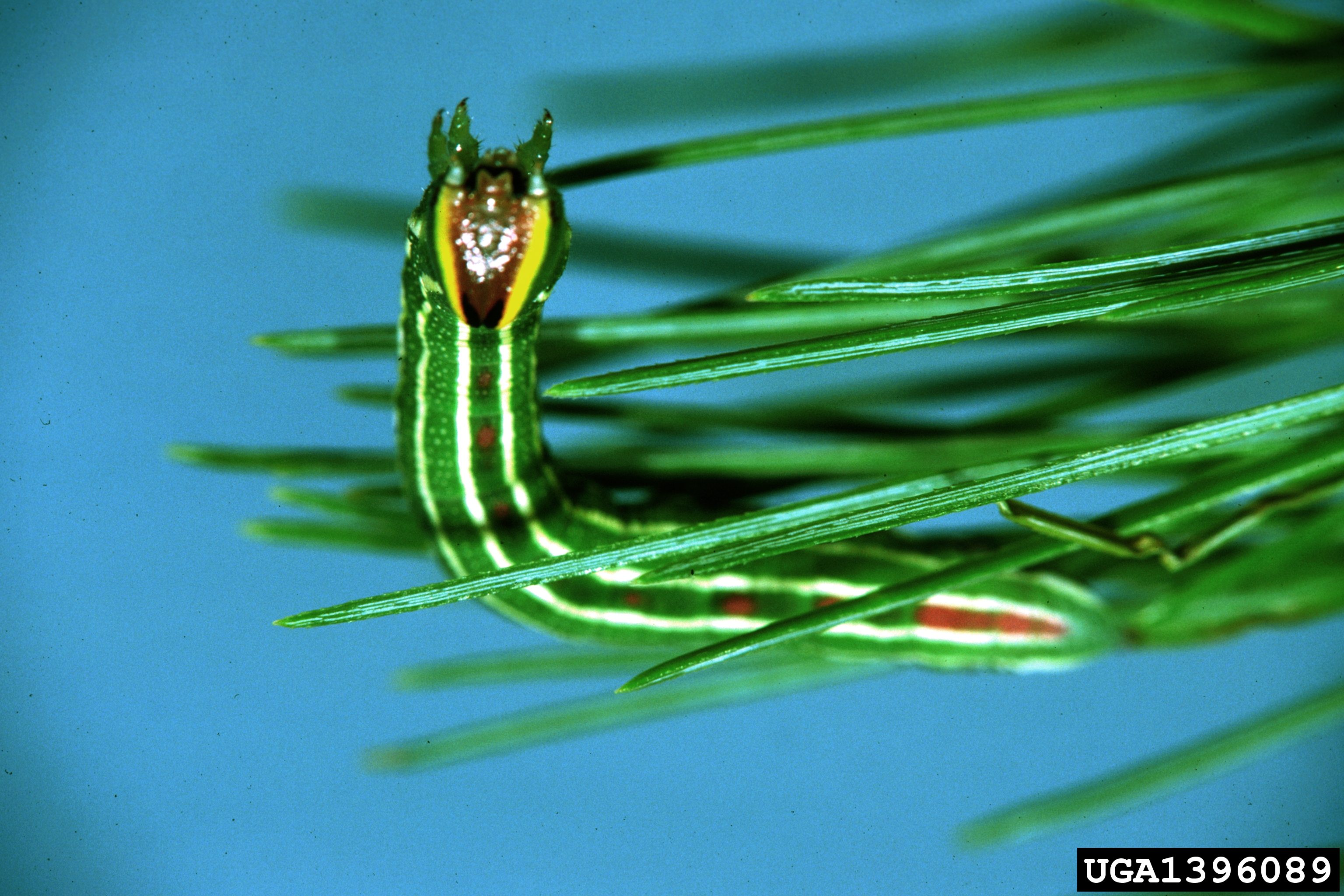